# Gelatina di maiale
La gelatina di maiale o in siciliano lijatina ma anche zuzzu è un piatto tipico della cucina siciliana, diffuso in varie provincie orientali dell'isola, ottenuto dai residui della lavorazione del maiale.
Si tratta di un prodotto tradizionale siciliano inserito nella lista dei prodotti agroalimentari tradizionali italiani (PAT) del Ministero delle politiche agricole alimentari e forestali (Mipaaf).

## Caratteristiche
Viene preparato utilizzando le parti povere del maiale, come la cotenna, zampe, testina, coda, lingua ed orecchie.
La carne viene fatta lessare per alcune ore in acqua salata con foglie di alloro. Dopodiché viene separata dal brodo, disossata e tagliata a tocchi medi. Al brodo viene quindi aggiunto limone e aceto e fatto bollire ancora per mezz'ora. La carne viene disposta in piccole ciotole, ricoperta dal brodo. Si aggiungono quindi le spezie, come pepe, peperoncino, paprica (anche se nella ricetta originale non era prevista) e alcune foglie di alloro. Le ciotole vengono lasciate a riposo in un ambiente fresco per una notte: la gelatina ottenuta si consuma fredda e può essere conservata per alcuni giorni.